# Nova Guataporanga
Nova Guataporanga é um município do estado de São Paulo, no Brasil. Sua população, conforme estimativas do IBGE de 2018, era de 2 308 habitantes. 

## Topônimo
"Guataporanga" é um nome derivado da língua tupi. Significa "caminhada bonita", através da junção de gûatá ("caminhar"), porang ("bonito"), e do sufixo substantivador -a. .

## História

### Formação territorial-administrativa
Histórico da formação do município:
- Distrito criado no município de Tupi Paulista pela Lei nº 2.456, de 30/12/1953.
- Município criado pela Lei nº 5.285, de 18/02/1959.

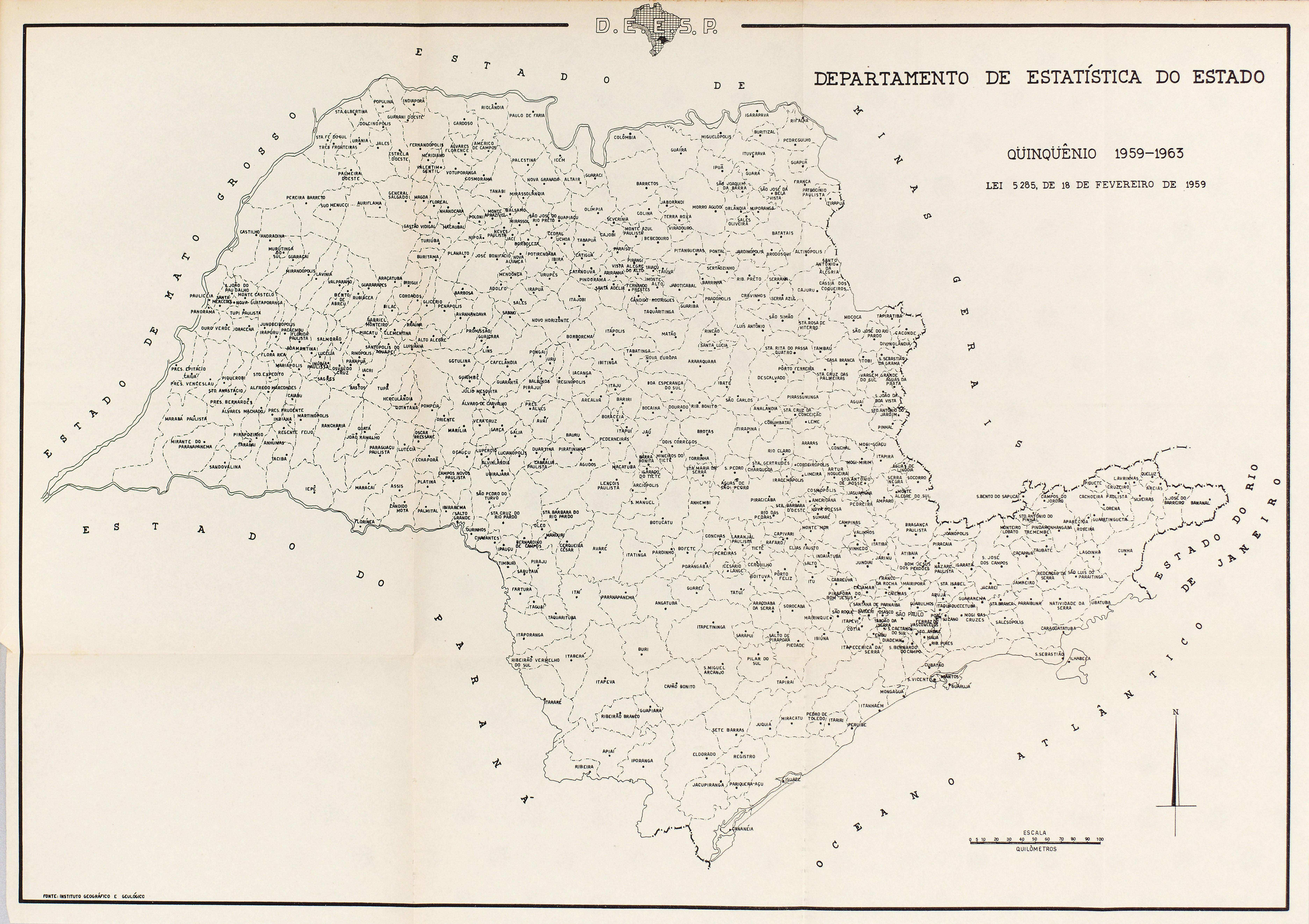
Estado de São Paulo (1959).

## Geografia
Localiza-se a uma latitude 21º20'04" sul e a uma longitude 51º38'38" oeste, estando a uma altitude de 382 metros. Possui uma área de 34,1 km², representando 0,0137% do estado, 0.0037% da região e 0.0004% de todo o território brasileiro.

### Rodovias
- SP-294
- SP-563

## Demografia

### População
| Crescimento populacional                             | Crescimento populacional | Crescimento populacional | Crescimento populacional |
| Ano                                                  | População Total          |                          | %±                       |
| ---------------------------------------------------- | ------------------------ | ------------------------ | ------------------------ |
| 1960                                                 | 4 515                    |                          | —                        |
| 1970                                                 | 2 375                    |                          | −47,4%                   |
| 1980                                                 | 2 708                    |                          | 14,0%                    |
| 1991                                                 | 2 133                    |                          | −21,2%                   |
| 2000                                                 | 2 087                    |                          | −2,2%                    |
| 2010                                                 | 2 177                    |                          | 4,3%                     |
| 2022                                                 | 2 156                    |                          | −1,0%                    |
| Est. 2024                                            | 2 188                    | [ 9 ]                    | 1,5%                     |
| Fontes: Censos Demográficos IBGE e Estimativas SEADE |                          |                          |                          |

### Dados demográficos
Dados do Censo - 2000
População Total: 2 087
- Urbana: 1 728
- Rural: 359
  - Homens: 1 072
  - Mulheres: 1 015

Densidade demográfica (hab./km²): 61,20
Mortalidade infantil até 1 ano (por mil): 15,23
Expectativa de vida (anos): 71,56
Taxa de fecundidade (filhos por mulher): 1,97
Taxa de Alfabetização: 80,92%
Índice de Desenvolvimento Humano (IDH-M): 0,740
- IDH-M Renda: 0,644
- IDH-M Longevidade: 0,776
- IDH-M Educação: 0,800

(Fonte: IPEADATA)

## Infraestrutura

### Comunicações
O sistema de telefones automáticos foi inaugurado na cidade em 1982 pela Telecomunicações de São Paulo (TELESP), que também implantou o sistema de discagem direta à distância (DDD) em 1986 com o código de área (0188). Anteriormente a cidade era atendida pela Companhia de Telecomunicações do Estado de São Paulo (COTESP).
Na década de 90 o código DDD da cidade foi alterado para (018), para padronização do sistema telefônico com a telefonia celular que estava sendo implantada em todo o estado.

## Religião
O Cristianismo se faz presente na cidade da seguinte forma:

### Igreja Católica
- A igreja faz parte da Diocese de Marília.[18]

### Igrejas Evangélicas
- Assembleia de Deus Ministério do Belém.[19][20]
- Congregação Cristã no Brasil.[21]
- Igreja Batista